# Till – Igazságot a fiamnak
A Till – Igazságot a fiamnak (eredeti cím: Till) 2022-es brit–amerikai életrajzi filmdráma, amelyet Michael Reilly, Keith Beauchamp és Chinonye Chukwu forgatókönyvéből Chukwu rendezett. A főbb szerepekben Danielle Deadwyler, Jalyn Hall, Frankie Faison, Haley Bennetth és Whoopi Goldberg látható.
Világpremierje 2022. október 1-jén volt a New York-i Filmfesztiválon, az Amerikai Egyesült Államokban 2022. október 14-én mutatta be a United Artists Releasing, míg az Egyesült Királyságban 2023. január 6-án a Universal Pictures. Magyarországon 2023. február 2-án került a mozikba a Fórum Hungary forgalmazásában. A filmet a kritikusok elismeréssel fogadták, különösen Deadwyler alakításáért, és a National Board of Review a 2022-es év egyik legjobb filmjének nevezte. Az alakításáért Deadwyler számos díjat kapott, többek között jelölték a BAFTA, a Critics' Choice és a SAG legjobb színésznőjének járó díjra. 

## Cselekmény
1955 augusztusában a 14 éves Emmett Till az édesanyjával, Mamie-vel az Illinois állambeli Chicagóban, a 6427 South Saint Lawrence sugárúton lakott. Mielőtt Emmett elmegy a Mississippi állambeli Moneyba rokonlátogatásra, Mamie figyelmezteti, hogy legyen különösen óvatos a fehérekkel. Egy vasútállomáson Tillék találkoznak Mamie nagybátyjával, Moses „Prédikátor” Wrighttal és Emmett unokatestvérével, Wheeler Parkerrel. Miután gyapotot szedtek egy ültetvényen, Emmett és unokatestvérei édességet vásárolnak a Bryant's élelmiszer- és húsboltban. A pénztárnál Emmett azt mondja Carolyn Bryantnek, úgy néz ki, mint egy filmsztár, majd megmutatja neki egy fehér lány fényképét a tárcájából. Carolyn követi Emmettet a bolton kívülre, ahol a férfi füttyent neki. Carolyn felháborodva elővesz egy puskát a járművéből, miközben Till és rokonai elmenekülnek a boltból.
Augusztus 28-án a kora reggeli órákban Carolyn férje, Roy és féltestvére, John William „J. W.” Milam, megérkeznek Wrighték házához, és erőszakkal behatolnak. Megtalálják Emmettet az egyik hálószobában, és arra kényszerítik, hogy öltözzön fel, mielőtt elrabolnák. Emmett nagynénje, Elizabeth pénzt ajánl a férfiaknak, de Milam visszautasítja. Mielőtt elmegy, Milam túszul ejti Wrightot egy pisztollyal. Az egyik másik járműben Carolyn azonosítja Tillt, és Bryanték elhajtanak az éjszakába. Emmettet ezután súlyosan megverik, agyonlövik, és a Tallahatchie folyóba dobják.
Chicagóban Mamie értesül Emmett elrablásáról. Unokatestvére, Rayfield Mooty elintézi neki, hogy találkozzon William Huff-fal, a NAACP chicagói szervezetének tanácsosával. Huff az irodájában Mamie korábbi házasságairól érdeklődik, mivel a személyes múltját firtatják. Közben a rendőrség megtalálja Till holttestét a folyó mentén. A hír hallatán Mamie sokkos állapotban összeesik. Mooty fenntartásai ellenére Mamie kéri, hogy Emmett holttestét szállítsák vissza Chicagóba. Nem sokkal később megérkezik a koporsója a vonaton, és Mamie fájdalmában sírva fakad, amikor meglátja. Miután meglátta Emmett megcsonkított holttestét a boncasztalon, Mamie nyitott koporsós temetést rendez Emmettnek, hogy felfedje, mit tettek vele. Emmett meggyilkolása és temetése országos címlapokra kerül egész Amerikában.
Milam és Bryant ellen Till meggyilkolásával kapcsolatos tetteik miatt emeltek vádat. Mamie az apja kíséretében Mound Bayou-ba utazik, hogy segítsen képviselni Emmettet a tárgyaláson. A T. R. M. Howard által vezetett regionális tanácsban Howard arra kéri Mamie-t, hogy a tárgyalás után gondolja át a jövőjét, mivel aktivizmusa segíthet mozgósítani a szavazati jog szövetségi támogatását a feketebőrű amerikaiak felé. A tárgyalás első napján a védelem szünetet kér, miután újabb tanúról szerzett tudomást, amibe a bíró beleegyezik, és elnapolja a tárgyalást.
A szünetben az ügyészség felkutatja Willie Reedet, aki szemtanúja volt Till meggyilkolásának. Másnap Wright és Reed vallomást tesz, az előbbi Milamot azonosítja, mint a családját fegyverrel fenyegető elkövetőt. Ezután Mamie a bíróság elé áll, és vallomást tesz arról, hogy a holttestet a fiaként azonosította. A védelem ezután keresztkérdéseket tesz fel Mamie-nek, aki azt mondta a „színesbőrű sajtónak”, ő figyelmeztette Emmettet, hogyan viselkedjen Mississippiben. Később Carolyn Bryant a tanúk padján azt vallja – Emmett megragadta a derekánál fogva, és azt mondta neki, hogy korábban már volt egy vegyes bőrű románca. Mamie feldühödve hagyja el a tárgyalótermet, mert biztosan tudja, mi lesz az ítélet.
Egy óra elteltével a kizárólag fehérekből és férfiakból álló mississippi esküdtszék felmenti Milamet és Bryantet Till meggyilkolása alól. Később, egy harlemi NAACP-gyűlésen Mamie kritizálja a mississippi büntető igazságszolgáltatási rendszert az áldozatok hibáztatása miatt, és az Egyesült Államokat, amiért nem tartja be az egyenlő igazságszolgáltatásra tett ígéretét. Hazatérve szeretettel emlékszik vissza Emmettre, ahogy a szobájába elképzeli őt.
A stáblista alatti jelenetekben elhangzik, hogy Mamie tettei ösztönözték az 1957-es polgárjogi törvényt. Életét a gyermekek tanításának szentelte, miközben tovább küzdött a polgárjogokért Amerikában.

## Szereplők

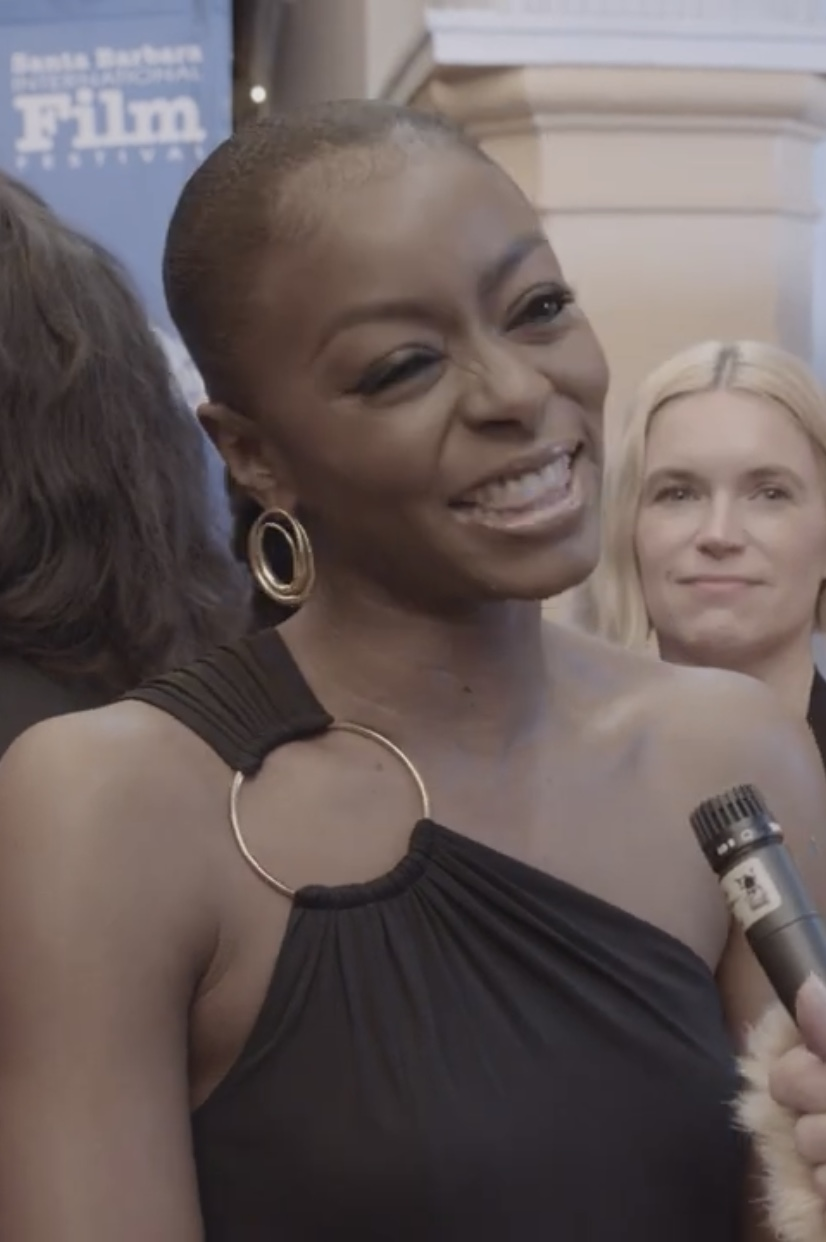
Danielle Deadwyler Mamie Till szerepében nyújtott alakítása széles körű elismerést kapott

| Szerep                    | Színész               | Magyar hang |
| ------------------------- | --------------------- | ----------- |
| Mamie Till-Mobley         | Danielle Deadwyler    |             |
| Emmett "Bobo" Till        | Jalyn Hall            |             |
| Rayfield Mooty            | Kevin Carroll         |             |
| John Carthan              | Frankie Faison        |             |
| Carolyn Bryant            | Haley Bennett         |             |
| Myrlie Evers              | Jayme Lawson          |             |
| Medgar Evers              | Tosin Cole            |             |
| Gene Mobley               | Sean Patrick Thomas   |             |
| Mose "Preacher" Wright    | John Douglas Thompson |             |
| T.R.M. Howard             | Roger Guenveur Smith  |             |
| Alma Carthan              | Whoopi Goldberg       |             |
| Elizabeth Wright          | Keisha Tillis         |             |
| Wheeler Parker            | Marc Collins          |             |
| Maurice Wright            | Diallo Thompson       |             |
| Simeon "Simmy" Wright     | Tyrik Johnson         |             |
| William Huff              | Keith Arthur Bolden   |             |
| Willie Reed               | Darian Rolle          |             |
| Roy Bryant                | Sean Michael Weber    |             |
| John William "J.W." Milam | Eric Whitten          |             |

## A film készítése

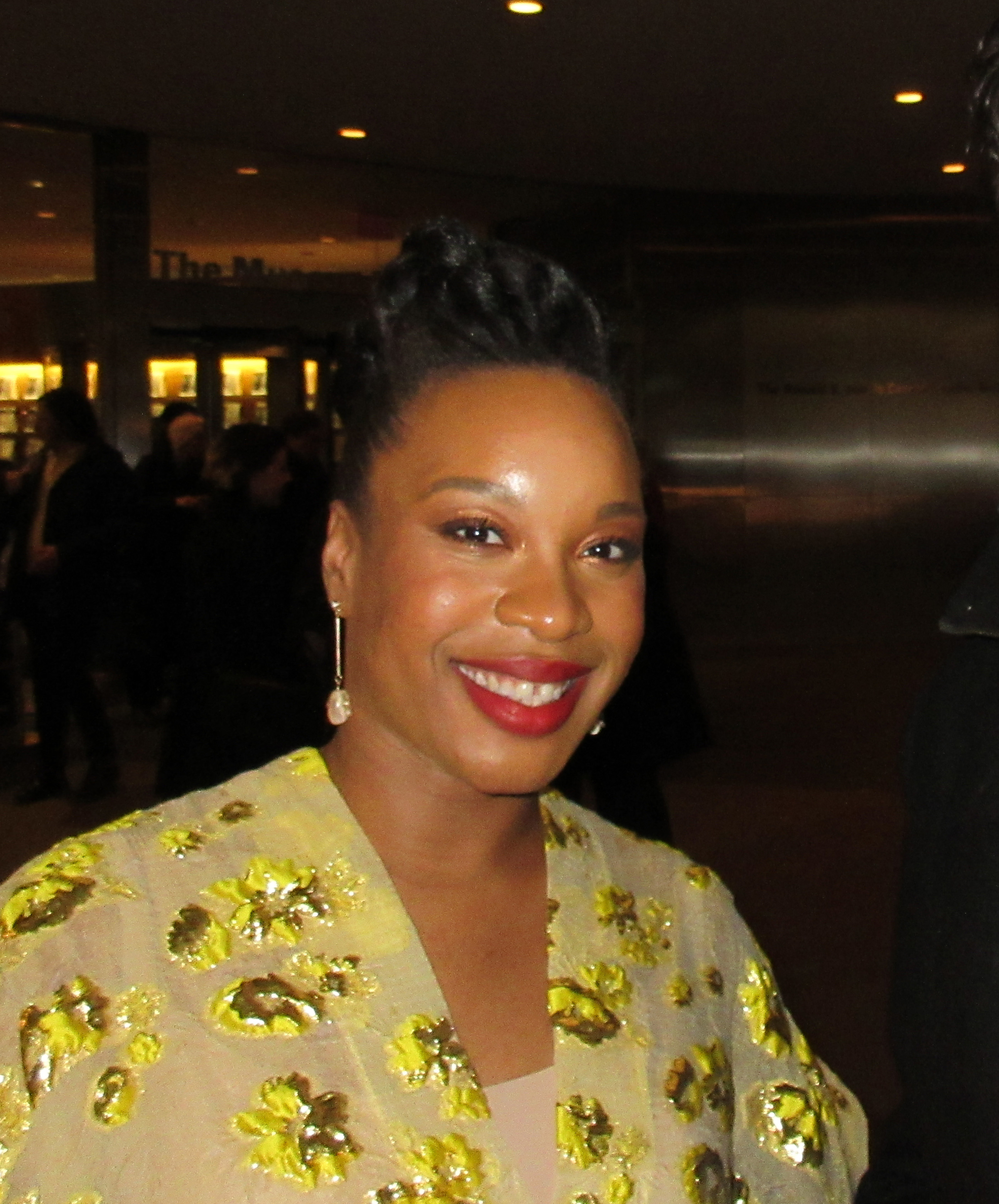
A forgatókönyvíró és rendező Chinonye Chukwu

2020. augusztus 27-én bejelentették, hogy Chinonye Chukwu írja és rendezi a Mamie Till-Mobley életén és a 14 éves fia, Emmett Till meglincselése utáni igazságszolgáltatásért folytatott küzdelmén alapuló játékfilmet. A filmet az Orion Pictures készítette, és Keith Beauchamp 27 évnyi kutatását használta fel, akinek erőfeszítései nyomán az Egyesült Államok Igazságügyi Minisztériuma 2004-ben újraindította Till ügyét. Simeon Wright, Till unokatestvére és az esemény szemtanúja 2017-ben bekövetkezett haláláig tanácsadóként működött közre a projektben. Chukwu forgatókönyve egy olyan tervezeten alapul, amelyet korábban Beauchamp-pal és Michael Reilly producerrel közösen írt. 2021 júliusában Danielle Deadwyler és Whoopi Goldberg csatlakozott a stábhoz. Jalyn Hall még abban az augusztusban megkapta Emmett Till szerepét. A forgatás 2021 szeptemberében kezdődött a Georgia állambeli Bartow megyében. Az év végére Frankie Faison, Jayme Lawson, Tosin Cole, Kevin Carroll, Sean Patrick Thomas, John Douglas Thompson, Roger Guenveur Smith és Haley Bennett szerepét is megerősítették.
Az utómunka során a film zenéjét Abel Korzeniowski szerezte.